# Сорокопуд жовтодзьобий
Сорокопуд жовтодзьобий (Corvinella corvina) — вид горобцеподібних птахів родини сорокопудових (Laniidae).

## Поширення
Вид поширений в Західній і Центральній Африці від Мавританії на схід до Судану і західної частини Кенії. Мешкає в трав'янистій савані з наявністю рідкісних кущів і дерев акацій; рідше заселяє ділянки дещо густішого кущового та деревного покриву, а також може спостерігатися в антропованих районах, де колонізує парки, сади та сільськогосподарські території.

## Опис
Птах середнього розміру, 30–32 см завдовжки і вагою 58–80 г. Це птахи з масивною і стрункою статурою, великою овальною та подовженою головою, міцним дзьобом, округлими крилами, міцними ногами і довгим хвостом з квадратним і трохи роздвоєним кінцем. В оперенні переважають коричневі тони: лицьова маска кавового забарвлення, маківка голови і потилиця іржаво-коричневі, спина і хвіст світлішого коричневого кольору, крила темно-коричневі з каштановою смугою, окантовані червонувато-коричневим. Грудка бежево-сіра з окремими темно-коричневими пір'ями, горло і живіт брудно-білі.